# B-SAD
B-SAD, tot medio 2022 aangeduid als Belenenses SAD, is een Portugese voetbalclub uit Lissabon. De club is een afsplitsing van CF Os Belenenses.

## Geschiedenis
Voor het profvoetbal van omnisportvereniging Os Belenenses werd in 1999 een aparte rechtsvorm Sociedade Anónima Desportiva (SAD) opgericht. Toen de club en de SAD in 2012 in financiële problemen raakten, werd 51% van de SAD door de club verkocht aan een investeerder. De club hield privileges, zeggenschap over 10% en een terugkoopoptie op de 51%. De verhoudingen vertroebelden en er volgden verschillende rechtszaken tussen de club en de SAD. In 2017 oordeelde het Hof van Arbitrage voor Sport (CAS) dat de terugkoopoptie van de club niet meer geldig was. Op 30 juni 2018 verliep de samenwerkingsovereenkomst die tevens het gebruik van het Estádio do Restelo regelde.
Op 1 juli 2018 werd Belenenses SAD opgericht als zelfstandige club. Met succes werd de plaats in de Primeira Liga geclaimd en CF Os Belenenses ging in het regionale amateurvoetbal spelen. De rechter bepaalde dat Belenenses SAD geen aanspraak kon maken op de uitingen en historie van CF Os Belenenses.
De club ging in het Estádio Nacional in Oeiras spelen. In oktober 2018 bepaalde een rechtbank in een zaak over intellectueel eigendom dat de club geen uitingen van de oude club mocht gebruiken. De club eindigde in het seizoen 2021/22 als laatste en degradeerde. Hierna werd de naam gewijzigd in B-SAD en ging de club in het Estádio das Seixas in Mafra spelen.
Nadat de licentie in 2023 werd ingetrokken verhuisde de club weer naar Almada en ging spelen op het laagste amateurniveau in het district Setúbal.